# Teklówka (rejon czortkowski)
Teklówka – wieś na Ukrainie w rejonie czortkowskim należącym do obwodu tarnopolskiego. 
W II Rzeczypospolitej wieś w powiecie zaleszczyckim województwa tarnopolskiego. W latach 1944–1945 nacjonaliści ukraińscy z OUN-UPA zamordowali tutaj 8 Polaków.
Do 2020 w rejonie husiatyńskim. 